# فاکوندو گامبانده
فاکوندو گامبانده (اسپانیایی: Facundo Gambandé‎؛ زادهٔ ۱۰ ژانویهٔ ۱۹۹۰) بازیگر و خواننده اهل آرژانتین است. وی از سال ۲۰۱۲ میلادی تاکنون مشغول فعالیت بوده‌است.
از فیلم‌ها یا مجموعه‌های تلویزیونی که وی در آن‌ها نقش داشته‌است، می‌توان به ویولتا اشاره نمود.